# Viktoras Muntianas

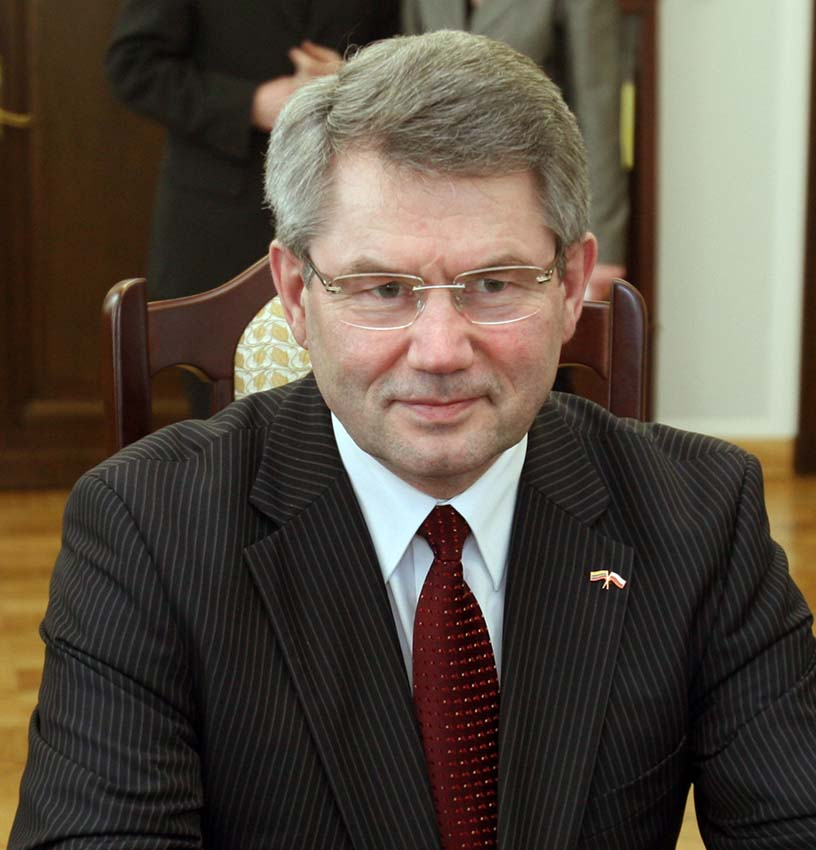
Viktoras Muntianas

Viktoras Muntianas (* 11. November 1951 in Marijampolė) ist ein litauischer Manager und ehemaliger Politiker, Präsident (2006–2008) und Vizepräsident (2004–2006) des litauischen Parlaments (Seimas).

## Ausbildung und berufliche Laufbahn
Nach dem Abitur 1968 in Kapsukas studierte er an der Technischen Universität Vilnius von 1973 bis 1978 am Institut für Bauingenieurwesen und an der Parteihochschule Vilnius. Er arbeitete ab 1979 als Bauingenieur bei der Stadtverwaltung Kaunas, bevor er 1986 in die Verwaltung überwechselte und stellvertretender Leiter des Planungskomitees im Kreis Kėdainiai wurde. Nach der Unabhängigkeit Litauens wurde er Leiter der Kreisverwaltung Kėdainiai. 1994 bis 1996 leitete er die "Ukio bankas" (Wirtschaftsbank) des Kreises, bevor als stellvertretender Vorsitzender für ein Jahr zum in Kėdainiai ansässigen Unternehmen "Vikonda" von Viktor Uspaskich überwechselte.

## Politische Karriere
Hiermit begann seine politische Karriere. Er war zunächst von 1997 bis 2004 gewähltes Mitglied im Rat der Rajongemeinde Kėdainiai. Bei den Parlamentswahlen 2004 wurde er auf der Liste der Arbeitspartei in das litauische Parlament gewählt. Nachdem er von Präsident Valdas Adamkus für das Amt des Innenministers abgelehnt worden war, wurde er zu einem der vier stellvertretenden Parlamentspräsidenten gewählt.
Im April 2006 führte er eine Abweichlergruppe an, die sich von den Korruptionsvorwürfen gegen den Parteivorsitzenden der Arbeitspartei, Viktor Uspaskich, absetzen wollte. Zunächst wurde Muntianas in der Nachfolge des wegen einer Dienstwagen-Affäre zurückgetretenen Artūras Paulauskas zum neuen Parlamentsvorsitzenden gewählt. Kurz darauf erklärte er am 1. Mai 2006 gemeinsam mit sechs weiteren Abgeordneten seinen Austritt aus der Fraktion der Arbeitspartei. Sie gründeten die Fraktion der Bürgerdemokratie (Pilietinės demokratija) und kurz darauf am 16. Mai die gleichnamige Partei PDP, deren Vorsitzender Muntianas wurde.
Ende März 2008 erklärte er seinen Rücktritt als Parlamentsvorsitzender, nachdem gegen ihn Korruptionsvorwürfe erhoben worden waren. Er soll einen führenden Beamten in der Kaunasser Verwaltung bestochen haben, um für ein Grundstück ein Bebauungsrecht zu erwirken. Im Gespräch war die Summe von 2.000 Litas (etwa 600 Euro). Sein Rücktrittsgesuch wurde vom Seimas am 31. März 2008 mit großer Mehrheit angenommen. Am 1. Juli wurde seine parlamentarische Immunität aufgehoben.
Er war zudem von seinem Amt als Parteivorsitzender der Demokratischen Bürgerpartei zurückgetreten. Sein Nachfolger ist Algirdas Matulevičius.
Bei den Parlamentswahlen 2008 kandidierte er um das Direktmandat in Kėdainiai, verlor aber in der Stichwahl am 26. Oktober 2008 deutlich. Von 2011 bis 2015 war er Mitglied im Stadtrat von Kėdainiai.
Ab 2009 war er stellvertretender Generaldirektor bei Agrochemos mažmena, danach wurde er Direktor für allgemeine Angelegenheiten und Kreditmanagement bei Agrochema.